# Hospital Maternitat de Pyongyang
L'Hospital Maternitat de Pyongyang (en coreà: 평양산원) és una maternitat i un hospital universitari de Pyongyang, la capital de Corea del Nord. Les infermeres i les llevadores reben la seva formació a l'hospital per treballar fora de la capital (Pyongyang). Hi ha una unitat de cures intensives (UCI) neonatal a l'hospital. A més, hi ha múltiples sales, dedicades a la salut dental i al càncer de mama, per tractar els problemes de salut de les mares. L'hospital fa servir un sistema cabines de videoconferència perquè els familiars es comuniquin amb la dona que ha donat a llum, ja que els membres de la família tenen el contacte personal restringit amb el nounat i la mare durant cinc dies. Es creu que això ajuda a prevenir les infeccions. La medicina tradicional coreana es fa servir en el tractament dels pacients. El 30 per cent de tots els tractaments estan basats en mètodes tradicionals. En 2012 l'hospital va ser ampliat quan una nova ala especialitzada en el tractament del càncer de mama va ser construïda en els terrenys de l'hospital, per ordre de Kim Jong-un.